# Na Litavce
Na Litavce (někdy nazýván též jako U Litavky) je fotbalový stadion, který se nachází ve středočeském městě Příbram. Od jeho založení je využívaný pro domácí zápasy klubu 1. FK Příbram. Jeho kapacita je 9 100 diváků.
Stadion stojí na místě fotbalového hřiště původního klubu SK Březové Hory. V 50. letech 20. století došlo k jeho přestavbě na nynější stadion.

## Historie
Stadion byl otevřen 11. září 1955 a vytvořil kvalitní podmínky k tomu, aby zdejší domácí klub Baník Příbram v průběhu 13 let vystoupal z regionálních soutěží až do třetí nejvyšší soutěže a v roce 1974 do druhé ligy (na pouhých pět sezón).
V letech 1978–1980 proběhla rozsáhlá rekonstrukce stadionu financovaná Uranovými doly Příbram, důležitou roli hrály dobrovolné brigády horníků a dalších obyvatel města. Na východní a západní straně stadionu byly ve svazích vytvořeny nové tribuny, na severní straně byla postavena hlavní vstupní brána a na jižní straně dvě budovy s kancelářemi, byty a hotelovými pokoji. V jejich útrobách se nachází také zázemí pro hráče a rozhodčí. Kapacita stadionu se ustálila na počtu okolo 11 000 míst.
V roce 1996 se FC Příbram sloučil s Duklou Praha a tým se tak přestěhoval na Julisku do Prahy, ale po roce se vrátil do Příbrami a přinesl tak do města a na stadion poprvé v historii první českou ligu. To přispělo k dalšímu rozvoji stadionu, na jaře roku 2000 byla západní (protilehlá) tribuna zastřešena a osazena sedačkami, což snížilo kapacitu na 7400 míst. V září roku 2001 byla východní (hlavní) tribuna zastřešena a osazena sedačkami a byly také vztyčeny věže s umělým osvětlením. Stadion tím odpovídal novým chystaným standardům fotbalového svazu na základě tzv. projektu Stadiony 2003, což ale snížilo kapacitu na 7120 míst. Aby byla adekvátně navýšena, byla za jednou z branek koncem roku 2003 vybudována severní tribuna (proto barvy jejích sedaček tvoří nápis "2003"), čímž se kapacita zvedla na 9100 míst. Ač se nachází za hlavní vstupní bránou, na zápasech obvykle bývá vyhrazena fanouškům hostů.

### Azyl pro Blšany
Na podzim sezóny 2003/04 zde v azylu odehrál své domácí zápasy FK Chmel Blšany z důvodu nevyhovující šířky hrací plochy a absence umělého osvětlení na jeho stadionu. V tomto období zde vznikl tehdejší rekord nejnižší návštěvy v historii české ligy, a sice utkání Blšan proti Jablonci dne 18. října 2003 sledovalo pouze 51 diváků. V sezóně 2019/20 byl tento rekord pokořen v důsledku vládou nařízeného omezení kapacity stadionů kvůli pandemii covidu-19. Na přelomu let 2003 a 2004 Blšany upravily své domácí hřiště do požadovaných parametrů, na umělé osvětlení dostaly výjimku a tak zde začátkem roku 2004 svůj azyl ukončily.

## Název stadionu
Stadion je pojmenován po říčce Litavce, která protéká hned za západní tribunou. Ta také způsobila stadionu několikrát problémy, když se vylila z břehů. Hrací plocha se dostala pod vodu například v průběhu záplav v roce 2002, kvůli nimž musel být odložen zápas se Slavií Praha.
V sezóně 2010/11 byl stadion pojmenován podle dodavatele sportovního vybavení jako "Adidas Aréna". V sezónách 2011/12 až 2013/14 byl stadion pojmenován podle sázkové kanceláře jako "Startip Aréna". V sezónách 2014/15 až 2016/17 byl stadion pojmenován podle dodavatele energií jako "Energon Aréna". Po pádu do druhé ligy 2017/18 byl stadionu navrácen tradiční název "Na Litavce".

## Diváci

### Rekordní návštěvy
K 11. březnu 2000 je datována nejvyšší zaznamenaná ligová návštěva na příbramském stadionu a to na zápas domácího klubu proti Spartě (1:3) – 12 562 diváků.
Další významnou událostí byl souboj domácího klubu proti Aston Ville v rámci 3. kola Intertoto Cupu 2000 (0:0) – stadion vyprodalo 7852 diváků.
V únoru 2016 zde bylo odehráno také osmifinále juniorské Ligy mistrů, ve kterém se domácí výběr do 19 let utkal proti výběru Benfiky Lisabon do 19 let – zápas sledovalo 6732 diváků.

### Výtržnosti
Severní tribuna vyhrazená pro příznivce hostujících celků byla několikrát dějištěm výrazných výtržností, v květnu 2010 je způsobili fanoušci Baníku Ostrava a v prosinci 2018 fanoušci Sparty Praha.

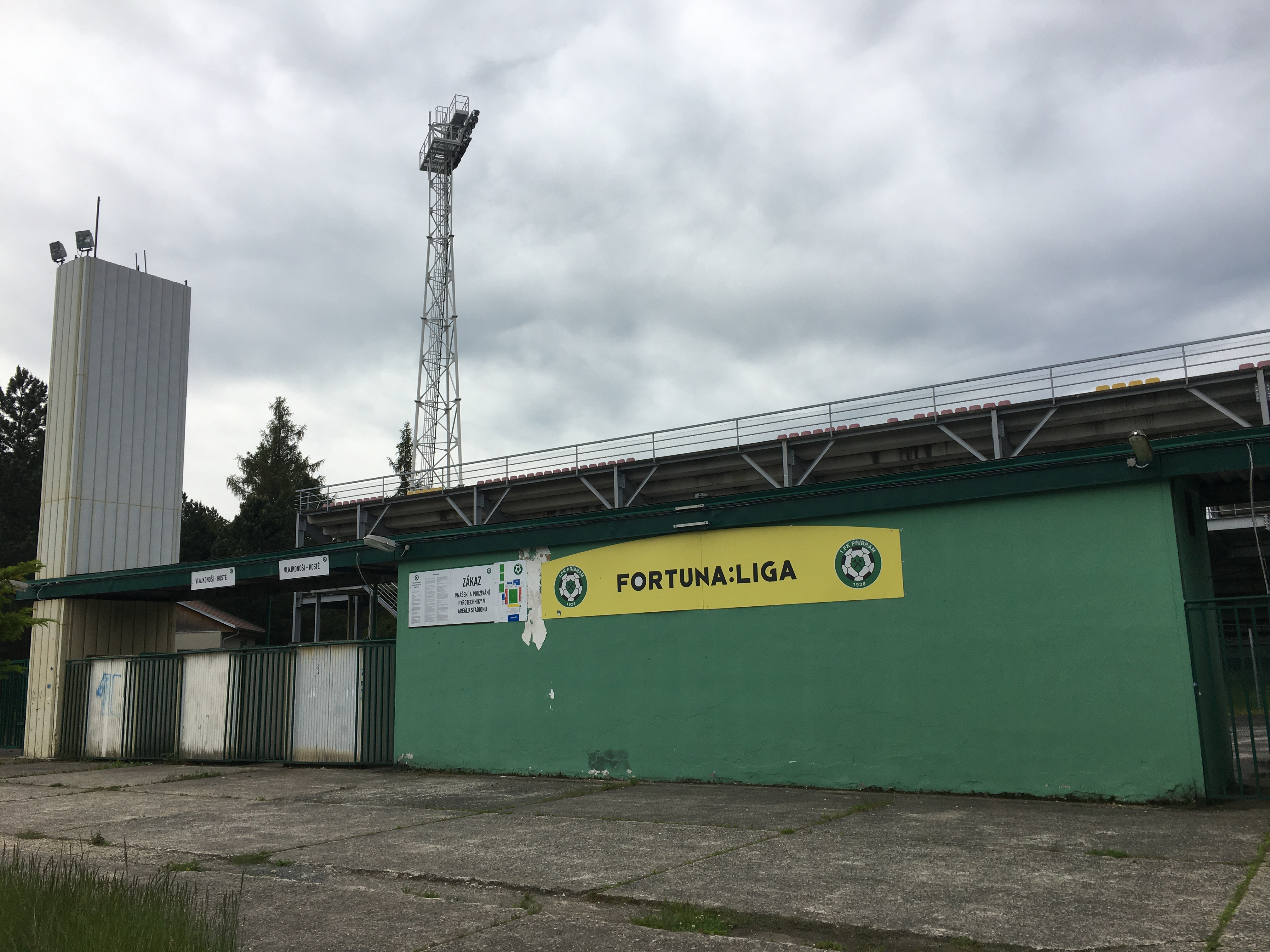
Hlavní brána
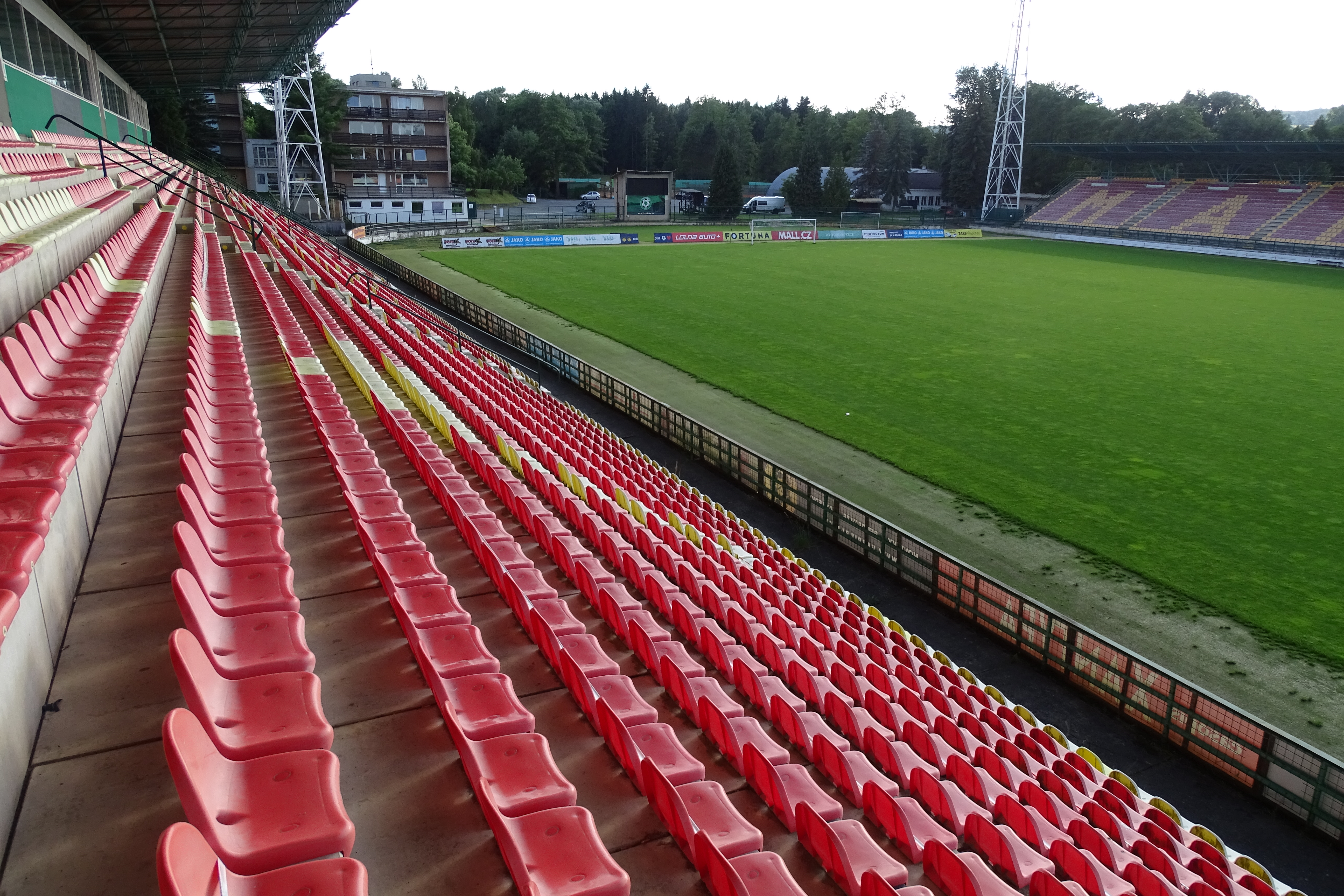
Protilehlá tribuna
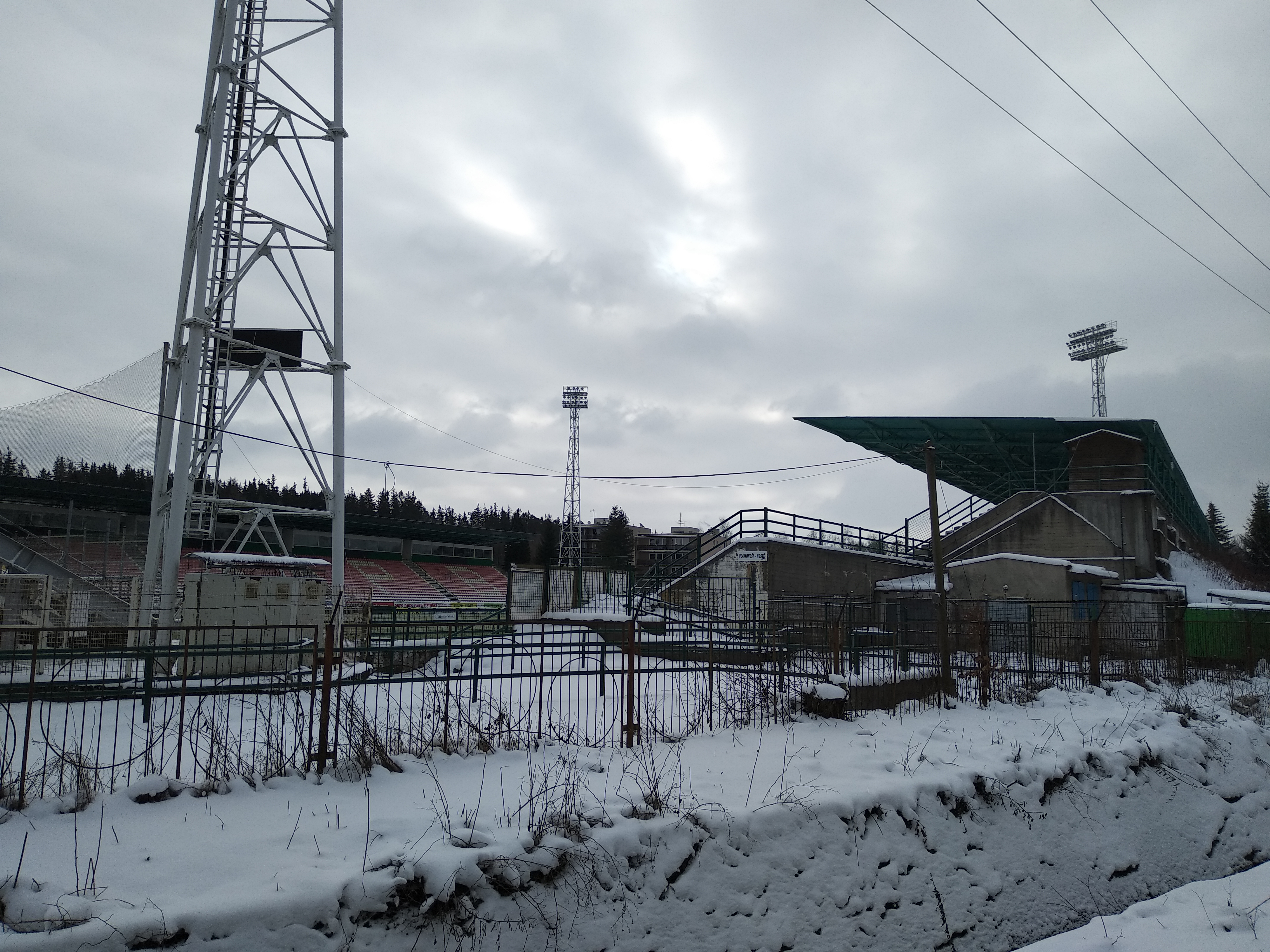
Pohled na stadion zpoza hlavní tribuny